# ناحیه توکای
ناحیهٔ توکای (به مجاری: ناحیه توکای) یک ناحیه در مجارستان است که در بورشود-آبااوی-زمپلن واقع شده‌است. ناحیهٔ توکای ۲۵۵٫۸۱ کیلومتر مربع مساحت و ۱۳٬۳۳۱ نفر جمعیت دارد.